# Anthene zenkeri
Anthene zenkeri är en fjärilsart som beskrevs av Karsch 1895. Anthene zenkeri ingår i släktet Anthene och familjen juvelvingar. Inga underarter finns listade i Catalogue of Life.